# Pholcus sogdianae
Pholcus sogdianae là một loài nhện trong họ Pholcidae. Loài này được phát hiện ở Nga và Kazakhstan.